# Visioni private
Visioni private è un film del 1989 diretto da Ninni Bruschetta e Francesco Calogero.
Il film racconta gli assurdi avvenimenti che caratterizzano il festival di Taormina del 1988.

## Trama
Nonostante tutto sia pronto in modo dettagliato, il festival di Taormina è turbato da un omicidio, dai comportamenti bizzarri di un cineasta e da numerosi problemi che si sono, man mano, sovrapposti l'un l'altro anche per causa di interferenze esterne.

## Distribuzione
La pellicola è stata distribuita nelle sale cinematografiche il 18 ottobre del 1989.